# Parti fasciste albanais
Le Parti fasciste albanais (en albanais : Partia Fashiste Shqiptare, ou PFSh) est une organisation fasciste active pendant la Seconde Guerre mondiale qui détenait le pouvoir nominal en Albanie de 1939, date de la conquête italienne de l'Albanie, à 1943, date de la capitulation italienne. Comme l'ensemble des territoires européens encore contrôlés par l'armée italienne lors de sa reddition, le royaume albanais est  occupé par l'armée allemande et réorganisé. le parti fasciste est alors dissout et remplacée par la Garde de la Grande Albanie.

## Histoire

### Établissement
Le 25 mars 1939, le dictateur italien Benito Mussolini lança au roi albanais Zog I un ultimatum exigeant l'acceptation d'un protectorat militaire italien sur l'Albanie. Lorsqu'ils essuyèrent un refus, les Italiens envahirent le pays le 7 avril et le mirent en place. Le roi quitta le pays, et les Italiens établirent par la suite l'État albanais en tant que protectorat du royaume d'Italie.
Le 11 avril, le ministre italien des Affaires étrangères Galeazzo Ciano demanda à un groupe d'Albanais bien connus de « demander » la formation du Parti fasciste (en albanais : Partia Fashiste e Shqipërisë). Fin avril, le gouvernement italien approuva sa création. Le 23 avril, le secrétaire du Parti fasciste italien Achille Starace, accompagné de deux navires de guerre italiens, arriva en Albanie pour annoncer officiellement la création du PFSh, qui fut fondé le 2 juin. Cependant, il ne reçut sa constitution que le 6 juin et fut présenté avec une direction organisée et un conseil central qu'en mars 1940.

### Rôle des Italiens
Le PFSH promulgua des lois empêchant les Juifs d'y adhérer et les excluaient de professions telles que l'éducation. Composé d'Albanais ethniques et d' Italiens résidant en Albanie, le parti existait en tant que branche du Parti national fasciste, et les membres devaient prêter serment de fidélité à Mussolini. Tous les Albanais servant les occupants italiens furent tenus de le rejoindre, et le parti devint naturellement le seul parti politique légal du pays.

## Liste des ministres
Ministres Secrétaires du Parti fasciste albanais
- Tefik Mborja (en) (1939-1941)
- Jup Kazazi (1941-1943)
- Kol Bib Mirakaj (1943)

Ministres Secrétaires de la Garde de Grande Albanie
- Maliq Bushati (1943)
- Ekrem Libohova (1943)